# Lijst van brutoformules C24
Dit lemma is een onderdeel van de lijst van brutoformules met 24 koolstofatomen.

## C24H0
| Brutoformule                  | Naam                                                                                     |
| ----------------------------- | ---------------------------------------------------------------------------------------- |
| {\displaystyle {\ce {C24O6}}} | trimeer van 3,4-dialkynyl-3-cyclobuteen-1,2-dion ~ als Koolstofoxide Kopje Nieuwe oxides |

## C24H8
| Brutoformule                    | Naam                                                         |
| ------------------------------- | ------------------------------------------------------------ |
| {\displaystyle {\ce {C24H8O6}}} | 3,4,9,10-peryleentetracarbonzuurdianhydride ~ Ook wel: PTCDA |

## C24H12
| Brutoformule                         | Naam |
| ------------------------------------ | --- |
| {\displaystyle {\ce {C24H12}}}       | Coroneen of (6)Circuleen ~ als Circuleen                                                                              |
| {\displaystyle {\ce {C24H12BF24Na}}} | Natriumtetrakis[3,5-bis(trifluormethyl)fenyl]boraat ~ in de synthese van Tetrakis(3,5-bis(trifluormethyl)fenyl)boraat |
| {\displaystyle {\ce {C24H13BF24}}}   | Waterstoftetrakis[3,5-bis(trifluormethyl)fenyl]boraat ~ Ook wel: BARF, BARF, BARF24                                   |

## C24H16
| Brutoformule                        | Naam -                   | {\displaystyle {\ce {C24H16}}} | Tetrafenyleen |
| {\displaystyle {\ce {C24H16As2O3}}} | Difenoxarsine-10-yloxide |                                |               |

## C24H18
| Brutoformule                      | Naam                                                |
| --------------------------------- | --------------------------------------------------- |
| {\displaystyle {\ce {C24H18}}}    | Para-quaterfenyl en andere isomeren van quaterfenyl |
| {\displaystyle {\ce {C24H18O12}}} | Tetrafucol A ~als Florotannine                      |

## C24H20
| Brutoformule                      | Naam                                                          |
| --------------------------------- | ------------------------------------------------------------- |
| {\displaystyle {\ce {C24H20B}}}   | Tetrafenylboraat, {\displaystyle {\ce {[(C6H5)4B]^{-}}}}      |
| {\displaystyle {\ce {C24H20BK}}}  | Kaliumtetrafenylboraat, {\displaystyle {\ce {K[(C6H5)4B]}}}   |
| {\displaystyle {\ce {C24H20BNa}}} | Natriumtetrafenylboraat, {\displaystyle {\ce {Na[(C6H5)4B]}}} |

## C24H24
| Brutoformule                        | Naam         |
| ----------------------------------- | ------------ |
| {\displaystyle {\ce {C24H24F3NO4}}} | Cyflumetofen |

## C24H25
| Brutoformule                       | Naam                                                                                  |
| ---------------------------------- | ------------------------------------------------------------------------------------- |
| {\displaystyle {\ce {C24H25FN6O}}} | Mizolastine                                                                           |
| {\displaystyle {\ce {C24H25NO4}}}  | Flavoxaat ~ IUPAC: 2-piperidin-1-ylethyl 3-methyl-4-oxo-2-fenylchromeen-8-carboxylaat |

## C24H26
| Brutoformule                       | Naam         |
| ---------------------------------- | ------------ |
| {\displaystyle {\ce {C24H26FNO4}}} | Fluvastatine |
| {\displaystyle {\ce {C24H26N2O4}}} | Carvedilol   |

## C24H27
| Brutoformule                        | Naam     |
| ----------------------------------- | -------- |
| {\displaystyle {\ce {C24H27N2O13}}} | Betanine |

## C24H28
| Brutoformule                       | Naam |
| ---------------------------------- | --- |
| {\displaystyle {\ce {C24H28ClN3}}} | Methylviolet 2B ~ als Methylviolet                                                                           |
| {\displaystyle {\ce {C24H28N2O3}}} | Ivacaftor |
| {\displaystyle {\ce {C24H28N2O5}}} | Benazepril                                                                                                   |
| {\displaystyle {\ce {C24H28O4}}}   | Norbixine ~ IUPAC: 4,8,13,17-tetramethyleicosa-2,4,6,8,10,12,14,16,18-nonaeendizuur ~ bestanddeel van Anatto |

## C24H29
| Brutoformule                       | Naam              |
| ---------------------------------- | ----------------- |
| {\displaystyle {\ce {C24H29ClO4}}} | Cyproteronacetaat |
| {\displaystyle {\ce {C24H29NO3}}}  | Donepezil         |
| {\displaystyle {\ce {C24H29N5O3}}} | Valsartan         |

## C24H30
| Brutoformule                          | Naam                                             |
| ------------------------------------- | ------------------------------------------------ |
| {\displaystyle {\ce {C24H30ClN7O4S}}} | Edoxaban                                         |
| {\displaystyle {\ce {C24H30N2O3}}}    | Carfentanil                                      |
| {\displaystyle {\ce {C24H30N2O7}}}    | Advantaam (watervrij) ~ monohydraat als zoetstof |
| {\displaystyle {\ce {C24H30O3}}}      | Drospirenon                                      |

## C24H31
| Brutoformule                      | Naam                  |
| --------------------------------- | --------------------- |
| {\displaystyle {\ce {C24H31FO6}}} | Triamcinolonacetonide |

## C24H32
| Brutoformule                      | Naam          | {\displaystyle {\ce {C24H32ClNO4S}}} | Profoxydim |
| {\displaystyle {\ce {C24H32O4}}}  | Acequinocyl   |                                      |            |
| {\displaystyle {\ce {C24H32O4S}}} | Spironolacton |                                      |            |

## C24H33
| Brutoformule                       | Naam       |
| ---------------------------------- | ---------- |
| {\displaystyle {\ce {C24H33N3O4}}} | Ranolazine |

## C24H34
| Brutoformule                        | Naam        |
| ----------------------------------- | ----------- |
| {\displaystyle {\ce {C24H34N4O5S}}} | Glimepiride |
| {\displaystyle {\ce {C24H34O4}}}    | Proligeston |

## C24H35
| Brutoformule                       | Naam         |
| ---------------------------------- | ------------ |
| {\displaystyle {\ce {C24H35N5O5}}} | Ximelagatran |

## C24H36
| Brutoformule                     | Naam        |
| -------------------------------- | ----------- |
| {\displaystyle {\ce {C24H36O5}}} | Lovastatine |

## C24H38
| Brutoformule                     | Naam                     |
| -------------------------------- | ------------------------ |
| {\displaystyle {\ce {C24H38O2}}} | Bufanolide               |
| {\displaystyle {\ce {C24H38O4}}} | Bis(2-ethylhexyl)ftalaat |

## C24H40
| Brutoformule                       | Naam                            |
| ---------------------------------- | ------------------------------- |
| {\displaystyle {\ce {C24H40N8O4}}} | Dipyridamol                     |
| {\displaystyle {\ce {C24H40O2}}}   | Cholaanzuur ~ als galzuur       |
| {\displaystyle {\ce {C24H40O4}}}   | Chenodeoxygalzuur ~ als galzuur |
| {\displaystyle {\ce {C24H40O4}}}   | Deoxygalzuur ~ als galzuur      |
| {\displaystyle {\ce {C24H40O5}}}   | Galzuur                         |

## C24H42
| Brutoformule                     | Naam             |
| -------------------------------- | ---------------- |
| {\displaystyle {\ce {C24H42O7}}} | Ascorbylstearaat |

## C24H44
| Brutoformule                       | Naam                        |
| ---------------------------------- | --------------------------- |
| {\displaystyle {\ce {C24H44NaO6}}} | Natriumstearoyl-2-lactylaat |

## C24H46
| Brutoformule                     | Naam              |
| -------------------------------- | ----------------- |
| {\displaystyle {\ce {C24H46O4}}} | Dilauroylperoxide |

## C24H48
| Brutoformule                     | Naam            |
| -------------------------------- | --------------- |
| {\displaystyle {\ce {C24H48O2}}} | Lignocerinezuur |

## C24H50
| Brutoformule                   | Naam                       |
| ------------------------------ | -------------------------- |
| {\displaystyle {\ce {C24H50}}} | Tetracosaan ~ als evenkiet |

## C24H51
| Brutoformule                      | Naam                                                                                    |
| --------------------------------- | --------------------------------------------------------------------------------------- |
| {\displaystyle {\ce {C24H51O4P}}} | Tris(2-ethylhexyl)fosfaat ~ Formule: {\displaystyle {\ce {(CH3(CH2)3CH(C2H5)CH2O)3PO}}} |

## C24H56
| Brutoformule                       | Naam             |
| ---------------------------------- | ---------------- |
| {\displaystyle {\ce {C24H56OSn2}}} | Tributyltinoxide |

## C24H60
| Brutoformule                       | Naam                                                    |
| ---------------------------------- | ------------------------------------------------------- |
| {\displaystyle {\ce {C24H60P4Pt}}} | Tetrakis(tri-ethylfosifine)platina ~ als fosine-complex |